# Palaeopentacheles
Il paleopentachele (gen. Palaeopentacheles) è un crostaceo estinto, appartenente ai decapodi. Visse tra il Giurassico superiore e l'Oligocene (circa 150 – 30 milioni di anni fa) e i suoi resti fossili sono stati ritrovati in Europa e in Nordamerica. 

## Descrizione
In genere le dimensioni di questo animale non superavano i 5 centimetri di lunghezza e rispetto ad altri animali simili (come Eryon e Cycleryon) Palaeopentacheles era decisamente più piccolo. Il corpo era protetto da un carapace di forma più o meno rettangolare e appiattito, dalla cui parte frontale si proiettavano due protuberanze dentellate. Il primo paio di appendici toraciche (pereiopodi) era molto lungo e forte, ed era dotato di chele robuste. Queste possedevano numerosi dentelli acuminati, al contrario di forme come Eryon, Cycleryon e Knebelia che possedevano pinze senza dentellatura. 

## Classificazione
Descritto per la prima volta nel 1839, questo animale venne inizialmente considerato una specie anomala di Eryon; successivamente Knebel, nel 1907, riconobbe le diversità notevoli tra le due forme. Fino al 2001 era conosciuta una sola specie di Palaeopentacheles (P. roettenbacheri),  esclusiva del Giurassico superiore della Germania; un successivo studio di Schweitzer e Feldmann ha descritto una nuova specie di Palaeopentacheles (P. starri) proveniente da terreni molto più recenti del Nordamerica (Oligocene, circa 30 milioni di anni fa); ciò significa che questo animale era sostanzialmente un fossile vivente della sua epoca, sopravvissuto all'estinzione di massa del Cretaceo / Terziario.